# ГЕС Qiānchǎng
ГЕС Qiānchǎng (铅厂水电站) — гідроелектростанція на півдні Китаю у провінції Юньнань. Знаходячись між ГЕС Jiāngbiān (江边, вище по течії) та ГЕС Lǔjīchǎng, становить п'ятий ступінь каскаду на річці Пуду — нижній ланці гідрографічної системи, яка дренує озеро Dianchi та приєднується праворуч до Цзіньша (верхня течія Янцзи).
В межах проекту річку перекрили греблею із ущільненого котком бетону висотою 79 метрів, довжиною 143 метри та шириною по гребеню 8 метрів. Вона утримує водосховище з об'ємом 22,8 млн м3, в якому припустиме коливання рівня поверхні у операційному режимі між позначками 1221 та 1230 метрів НРМ (під час повені до 1232 метра НРМ).
Зі сховища під лівобережним масивом прокладений дериваційний тунель, котрий подає воду до розташованого за 7,5 км наземного машинного залу. Основне обладнання станції становлять дві турбіни типу Френсіс потужністю по 57 МВт.
Видача продукції відбувається по ЛЕП, розрахованим на роботу під напругою 110 та 220 кВ.